# Ambassidae
Ambassidae är en familj av fiskar i ordningen abborrartade fiskar (Perciformes). Enligt Catalogue of Life omfattar familjen 47 arter.
Arterna förekommer i Indiska oceanen och sydvästra Stilla havet samt i angränsande vikar och floder med bräckt vatten eller sötvatten. De största familjemedlemmarna når en längd upp till 26 cm. Det vetenskapliga namnet är bildat av grekiska ambasis, -ios, anabasis (uppåt klättrande).
Släkten enligt Catalogue of Life.
- Ambassis
- Chanda
- Denariusa
- Gymnochanda
- Paradoxodacna
- Parambassis
- Pseudambassis
- Tetracentrum

## Bildgalleri

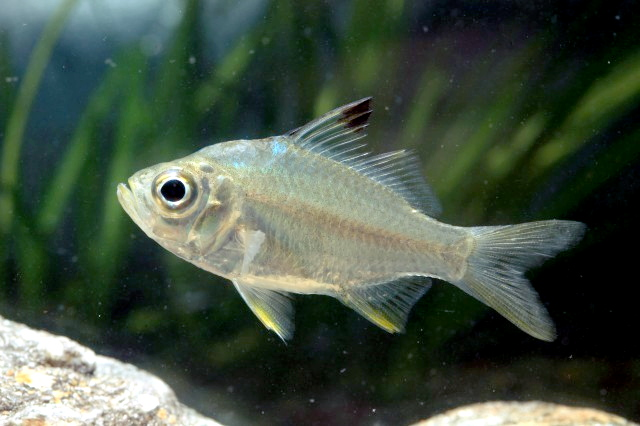
Ambassis nalua
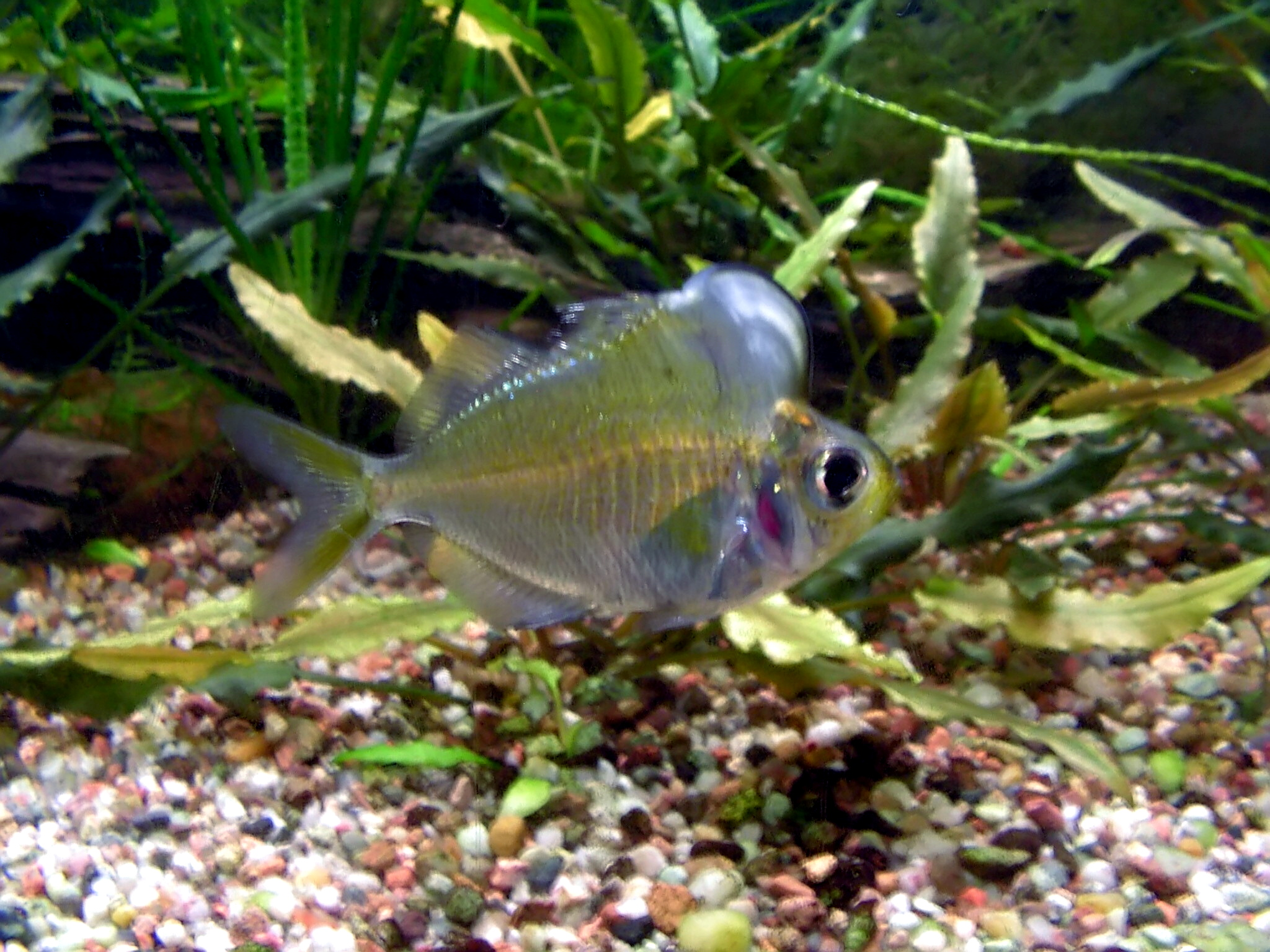
Parambassis pulcinella
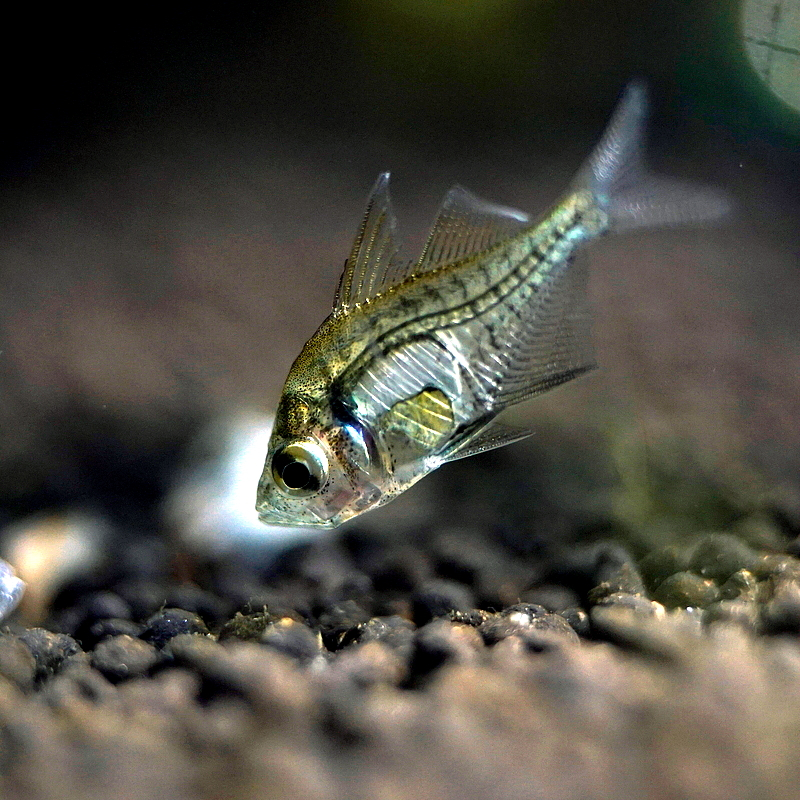
Parambassis ranga